# Roslavîci, Vasîlkiv
Roslavîci (în ucraineană Рославичі) este o comună în raionul Vasîlkiv, regiunea Kiev, Ucraina, formată numai din satul de reședință. În secolul al XIX-lea, satul făcea parte din volostul Hotiv, uezdul Kiev.

## Demografie
Componența lingvistică a comunei Roslavîci
     Ucraineană (98,04%)
     Rusă (1,96%)
Conform recensământului din 2001, majoritatea populației comunei Roslavîci era vorbitoare de ucraineană (98,04%), existând în minoritate și vorbitori de rusă (1,96%).